# 不寧腿綜合症
不寧腿綜合症（, RLS）是一種神经系统感觉运动障碍性疾病，其表现为夜间睡眠时或处于安静状态下，双下肢反复出现极度不适感，迫使病患反复不停地活动下肢或下地行走。
不寧腿綜合症有許多異名，如：睡眠腿動症、不安腿综合征、腿不寧症候群、Willis-Ekbom病（Willis–Ekbom disease，WED）、Wittmaack-Ekbom症候群，主要症狀是患者平常腿部有不適感，這種感覺會隨著腿部移動而會改善，因此有強烈想要讓腿部移動的慾望；不適感可能是疼痛、刺痛或是蟲爬感，雙臂偶爾也可能受到影響。 不寧腿綜合症通常在休息時發生，因此可能使患者難以入睡。 由於睡眠不良，患者可能會在白天嗜睡、精力不集中、煩躁不安和情緒低落。此外，許多人在睡眠時都有肢體抽動的狀況。
导致不寧腿綜合症的危险因素包括缺铁、腎功能衰竭、帕金森氏症、糖尿病、類風濕性關節炎和妊娠。 一些药物治疗也会触发症状。包括抗抑郁药、抗精神病药、 抗組織胺藥和钙离子通道阻滞剂。不寧腿綜合症主要有以下两个类型。一种是早期的发病，在45岁之前。發生在家族中，随着时间推移而恶化。另一种是后期的发病，在45岁之后，突然发生并且不会恶化。诊断通常是在排除了其他潜在因素之后，根据病人的症状而定。
如果能處理好潛在問題，就可以解決不寧腿症候群的狀況；其他治療方式包括改變生活方式和藥物治療有助於消除不寧腿症候群的生活方式改變包括戒酒、戒菸、以及睡眠衛教；藥物使用包括左旋多巴或多巴胺激動劑，如普拉克索。不寧腿症候群大約影響美國人口中的2.5-15%；性別方面，女性比男性更易受影響；隨著年齡漸增也會更常見。。

## 症状
不寧腿綜合症的感覺包括疼痛或肌肉疼痛，“有搔癢卻不能抓到”、一种“嗡嗡的感觉”、一种令人不快的“搔癢感”、“爬行”的感觉，或者在醒著的时候肢体抽搐。這種感覺通常在沒有影響的狀況下出現，比如放鬆、閱讀、學習或者嘗試入睡。
这是一种“谱性障碍”疾病。有些人只经历了一点小烦恼，而另一些人则在生活品質上有严重的睡眠和缺陷。

## 病因
不寧腿綜合症通常是由于缺铁导致的，这一情况占病因20%。 一项在2007年发表的研究显示34%的不寧腿綜合症是由于缺铁导致的。

## 历史
已知最早对于不寧腿綜合症的描述是于1672年由托马斯·威里司所作。 威里司强调具有不寧腿綜合症的人群会睡觉中断并且具有肢体动作。这个最初用拉丁文发表（《The London Practice of Physick》，1685年）

## 争议
一些医生表示不寧腿綜合症的症状过去曾被一些制药公司夸大。 其他人认为这是一种被低估和未得到治疗的疾病。此外，葛蘭素史克还制作了一些广告。虽然没有推广使用他们的药物来治疗不寧腿綜合症，但是这个广告可以链接到一个支持Ekbom小组的网站。该网站建议使用罗匹尼罗来治疗不寧腿綜合症。英国制药工业协会对葛兰素史克这种方式表示反对。